# Pallamano femminile ai XVIII Giochi del Mediterraneo
Il torneo di pallamano femminile ai XVIII Giochi del Mediterraneo si è svolto dal 23 al 30 giugno 2018. La fase a gironi e le partite valevoli per il piazzamento finale sono state disputate al Pabellón CE Vendrell di El Vendrell, mentre la fase finale ad eliminazione diretta ha avuto luogo al Palacio de Deportes de Campclar di Tarragona.
Hanno partecipato alla competizione 10 squadre suddivise in 2 gruppi. Al termine della fase a gironi le prime due Nazionali classificate si sono qualificate alle semifinali.

## Squadre partecipanti
- Egitto
- Grecia
- Italia
- Macedonia
- Montenegro
- Portogallo
- Serbia
- Slovenia
- Spagna (Paese ospitante)
- Turchia

## Risultati

### Fase a gironi

#### Gruppo A
| Squadra    | PT | G | V | N | P | F   | S   | DR  |
| ---------- | -- | - | - | - | - | --- | --- | --- |
| Spagna     | 8  | 4 | 4 | 0 | 0 | 116 | 65  | +51 |
| Slovenia   | 6  | 4 | 3 | 0 | 1 | 108 | 100 | +8  |
| Italia     | 2  | 4 | 1 | 0 | 3 | 103 | 118 | -15 |
| Portogallo | 2  | 4 | 1 | 0 | 3 | 95  | 117 | -22 |
| Grecia     | 2  | 4 | 1 | 0 | 3 | 90  | 112 | -22 |

| El Vendrell 23 giugno 2018, ore 18:00 (UTC+2) | Spagna | 29 – 17 referto | Slovenia | Pabellón CE Vendrell |

| El Vendrell 23 giugno 2018, ore 20:00 (UTC+2) | Grecia | 26 – 31 referto | Italia | Pabellón CE Vendrell |

| El Vendrell 24 giugno 2018, ore 18:00 (UTC+2) | Slovenia | 29 – 24 referto | Portogallo | Pabellón CE Vendrell |

| El Vendrell 24 giugno 2018, ore 20:00 (UTC+2) | Spagna | 27 – 12 referto | Grecia | Pabellón CE Vendrell |

| El Vendrell 25 giugno 2018, ore 18:00 (UTC+2) | Slovenia | 33 – 23 referto | Italia | Pabellón CE Vendrell |

| El Vendrell 25 giugno 2018, ore 20:00 (UTC+2) | Spagna | 32 – 15 referto | Portogallo | Pabellón CE Vendrell |

| El Vendrell 27 giugno 2018, ore 18:00 (UTC+2) | Grecia | 28 – 25 referto | Portogallo | Pabellón CE Vendrell |

| El Vendrell 27 giugno 2018, ore 20:00 (UTC+2) | Spagna | 28 – 21 referto | Italia | Pabellón CE Vendrell |

| El Vendrell 28 giugno 2018, ore 18:00 (UTC+2) | Slovenia | 29 – 24 referto | Grecia | Pabellón CE Vendrell |

| El Vendrell 28 giugno 2018, ore 20:00 (UTC+2) | Italia | 28 – 31 referto | Portogallo | Pabellón CE Vendrell |

#### Gruppo B
| Squadra    | PT | G | V | N | P | F   | S   | DR  |
| ---------- | -- | - | - | - | - | --- | --- | --- |
| Montenegro | 8  | 4 | 4 | 0 | 0 | 132 | 85  | +47 |
| Macedonia  | 6  | 4 | 3 | 0 | 1 | 108 | 96  | +12 |
| Turchia    | 4  | 4 | 2 | 0 | 2 | 121 | 127 | -6  |
| Serbia     | 2  | 4 | 1 | 0 | 3 | 108 | 118 | -10 |
| Egitto     | 0  | 4 | 0 | 0 | 4 | 91  | 134 | -43 |

| El Vendrell 23 giugno 2018, ore 10:00 (UTC+2) | Montenegro | 36 – 22 referto | Serbia | Pabellón CE Vendrell |

| El Vendrell 23 giugno 2018, ore 12 (UTC+2) | Turchia | 26 – 31 referto | Macedonia | Pabellón CE Vendrell |

| El Vendrell 24 giugno 2018, ore 10:00 (UTC+2) | Serbia | 33 – 21 referto | Egitto | Pabellón CE Vendrell |

| El Vendrell 24 giugno 2018, ore 12:00 (UTC+2) | Montenegro | 34 – 21 referto | Turchia | Pabellón CE Vendrell |

| El Vendrell 25 giugno 2018, ore 10:00 (UTC+2) | Montenegro | 34 – 19 referto | Egitto | Pabellón CE Vendrell |

| El Vendrell 25 giugno 2018, ore 12:00 (UTC+2) | Serbia | 21 – 28 referto | Macedonia | Pabellón CE Vendrell |

| El Vendrell 27 giugno 2018, ore 10:00 (UTC+2) | Turchia | 41 – 30 referto | Egitto | Pabellón CE Vendrell |

| El Vendrell 27 giugno 2018, ore 12:00 (UTC+2) | Montenegro | 28 – 23 referto | Macedonia | Pabellón CE Vendrell |

| El Vendrell 28 giugno 2018, ore 10:00 (UTC+2) | Serbia | 32 – 33 referto | Turchia | Pabellón CE Vendrell |

| El Vendrell 28 giugno 2018, ore 12:00 (UTC+2) | Macedonia | 26 – 21 referto | Egitto | Pabellón CE Vendrell |

### Fase finale

#### Piazzamento
Finale 7º e 8º posto
| El Vendrell 29 giugno 2018, ore 17:30 (UTC+2) | Portogallo | 31 – 30 (t.s.) referto | Serbia | Pabellón CE Vendrell |

Finale 5º e 6º posto
| El Vendrell 29 giugno 2018, ore 20:00 (UTC+2) | Italia | 22 – 27 referto | Turchia | Pabellón CE Vendrell |

#### Fase ad eliminazione diretta
Tabellone 1º e 3º posto
|  | Semifinali | Semifinali | Semifinali |            |        | Finale          | Finale          | Finale          |  |
|  |            |            |            |            |        |                 |                 |                 |  |
|  | Spagna     | Spagna     | 28         |            |        |                 |                 |                 |  |
|  | Spagna     | Spagna     | 28         |            |        |                 |                 |                 |  |
|  | Macedonia  | Macedonia  | 24         |            |        |                 |                 |                 |  |
|  | Macedonia  | Macedonia  | 24         |            | Spagna | Spagna          | 27              |                 |  |
|  |            |            |            |            | Spagna | Spagna          | 27              |                 |  |
|  |            |            | Montenegro | Montenegro | 23     |                 |                 |                 |  |
|  | Montenegro | Montenegro | Montenegro | Montenegro | 23     | 26              |                 |                 |  |
|  | Montenegro | Montenegro |            |            |        | 26              |                 |                 |  |
|  | Slovenia   | Slovenia   | 23         |            |        | Finale 3º posto | Finale 3º posto | Finale 3º posto |  |
|  | Slovenia   | Slovenia   | 23         |            |        |                 |                 |                 |  |
|  |            |            |            |            |        |                 |                 |                 |  |
|  |            |            |            |            |        | Macedonia       | Macedonia       | 29              |  |
|  |            |            |            |            |        | Macedonia       | Macedonia       | 29              |  |
|  |            |            |            |            |        | Slovenia        | Slovenia        | 30              |  |

Semifinali
| Tarragona 29 giugno 2018, ore 17:30 (UTC+2) | Montenegro | 26 – 23 referto | Slovenia | Palacio de Deportes de Campclar |

| Tarragona 29 giugno 2018, ore 20:00 (UTC+2) | Spagna | 28 – 24 referto | Macedonia | Palacio de Deportes de Campclar |

Finale 3º posto
| Tarragona 30 giugno 2018, ore 17:30 (UTC+2) | Macedonia | 29 – 30 referto | Slovenia | Palacio de Deportes de Campclar |

Finale 1º posto
| Tarragona 30 giugno 2018, ore 20:00 (UTC+2) | Spagna | 27 – 23 referto | Montenegro | Palacio de Deportes de Campclar |

## Classifica finale
| Pos | Squadre    |
| --- | ---------- |
|     | Spagna     |
|     | Montenegro |
|     | Slovenia   |
| 4   | Macedonia  |
| 5   | Turchia    |
| 6   | Italia     |
| 7   | Portogallo |
| 8   | Serbia     |